# Ivan Davidovič Pančulidzjev
Ivan Davidovič Pančulidzjev (rusko Иван Давыдович Панчулидзев), ruski general gruzinskega rodu, * 1759, † 1815.
Bil je eden izmed pomembnejših generalov, ki so se borili med Napoleonovo invazijo na Rusijo; posledično je bil njegov portret dodan v Vojaško galerijo Zimskega dvorca.

## Življenje
1. januarja 1774 je vstopil v vojaško službo. Kot stotnik je bil 1. januarja 1786 dodeljen Kiburnskemu dragonskemu polku, s katerim se je udeležil bojev na Krimu. 
Leta 1796 je sodeloval v perzijski kampanji in bil 11. oktobra 1799 povišan v polkovnika. Leta 1806 je postal poveljnik Černigovskega dragonskega polka in 23. maja 1807 je bil povišan v generalmajorja. 
Za zasluge v bojih s Francozi je bil leta 1813 povišan v generalporočnika.